# 1934年體育
请参看：
- 1934年
- 1934年电影
- 1934年文学
- 1934年音乐
- 1934年体育
- 1934年电视
- 1934年台灣

1934年重要國際體育賽事包括：
- 第二屆世界盃足球賽；5月27日至6月10日於意大利舉行

## 大事記

### 4月至6月
- 6月10日——意大利在加時階段以二比一擊敗捷克斯洛伐克奪得第二屆世界盃足球賽冠軍。

## 足球
主條目：1934年足球